# Lalinde
Lalinde (okcitansko La Linda) je naselje in občina v francoskem departmaju Dordogne regije Akvitanije. Leta 2008 je naselje imelo 2.967 prebivalcev.

## Geografija
Kraj leži v pokrajini Périgord na desnem bregu reke Dordogne, 22 km vzhodno od Bergeraca.

## Uprava
Lalinde je sedež istoimenskega kantona, v katerega so poleg njegove, vključene še občine Baneuil, Cause-de-Clérans, Couze-et-Saint-Front, Lanquais, Liorac-sur-Louyre, Mauzac-et-Grand-Castang, Pressignac-Vicq, Saint-Agne, Saint-Capraise-de-Lalinde, Saint-Félix-de-Villadeix, Saint-Marcel-du-Périgord, Varennes in Verdon z 8.350 prebivalci.
Kanton Lalinde je sestavni del okrožja Bergerac.

## Zanimivosti
Kraj je bil identificiran kot antična postaja Diolindum na Tabuli Peutingeriani (prepisu starorimskega zemljevida).
- ostanki nekdanje srednjeveške bastide,
  - grad Château de la Bastide, zgrajen v 13., prenovljen v 19. stoletju,
- cerkev sv. Petra v verigah, zgrajena v letih 1899-1902, je nadomestila staro romansko cerkev iz 12. stoletja,
- grad Château de la Rue, Sauvebœuf, iz 13. do 15. stoletja,
- grad Château de Sauvebœuf iz 14. do 16. stoletja,
- grad Château de Laffinoux, Sainte-Colombe, iz 15. do 18. stoletja,
- Château des Landes, Sainte-Colombe, iz 17. in 18. stoletja,
- srednjeveški most pont de Lalinde
- vodni kanal Lalinde, zgrajen v prvi polovici 19. stoletja vzdolž reke Dordogne za premostitev njenih brzic v dolžini 15 km (med Tuiliéresom in Mauzac-et-Grand-Castang).

- Zvonik cerkve sv. Petra
- Château de la Bastide
- Južni stolp,
Château de Sauvebœuf
- Pont de Lalinde